# La Cygne
La Cygne es una ciudad ubicada en el condado de Linn en el estado estadounidense de Kansas. En el año 2010 tenía una población de 1149 habitantes y una densidad poblacional de 319,17 personas por km².

## Geografía
La Cygne se encuentra ubicada en las coordenadas 38°20′49″N 94°45′44″O / 38.34694, -94.76222 (38.346841, -94.762171).

## Demografía
Según la Oficina del Censo en 2000 los ingresos medios por hogar en la localidad eran de $34,479 y los ingresos medios por familia eran $44,118. Los hombres tenían unos ingresos medios de $30,900 frente a los $19,803 para las mujeres. La renta per cápita para la localidad era de $15,880. Alrededor del 9.2% de la población estaban por debajo del umbral de pobreza.

## Cultura Popular
- La ciudad aparece en el segundo episodio de la tercera temporada de Queer Eye, donde los cinco protagonistas intentarán transformar la vida de Joey Green, un hombre de 47 años residente de La Cygne y empleado del campamento educativo al aire libre Wildwood.

- Así mismo aparece en el episodio Sin vuelta a casa de la serie unsolved misteries de Netflix, teniendo como tema principal la muerte de Alonzo Brooks.